# Systematischer Katalog
Ein systematischer Katalog (kurz SyK, auch Realkatalog oder Wissenschaftskatalog) ist ein Bibliothekskatalog, der die Publikationen einer Bibliothek nach Wissenschaftsgebieten verzeichnet. Jedes Werk wird einem Themengebiet zugeordnet, unter dem es in den Katalog eingetragen wird.

## Aufbau und Inhalt
Im Unterschied zum Schlagwortkatalog gruppiert der systematische Katalog die Katalogisate nicht nach einzelnen, alphabetisch geordneten Schlagwörtern, sondern fasst die Literatur ganzer Wissenschaftsgebiete und deren Unterdisziplinen zusammen. Daraus entstehende Nachteile sind, dass der Benutzer die zugrundeliegende Systematik erlernen muss und dass sich bei jeder Veränderung der Wissenschaftssystematik auch der Katalog ändern muss. Als Hilfsmittel des systematischen Kataloges werden Systematikübersichten und alphabetische Schlagwortregister verwendet.
Oft, aber nicht immer waren systematische Kataloge gleichzeitig Standortkataloge. Je nachdem spricht man von standortgebundenen systematischen Katalogen und standortfreien systematischen Katalogen.

## Geschichte
Die ersten systematischen Bibliothekskataloge waren die der mittelalterlichen Bibliotheken, die Inventare oder Standortverzeichnisse. Diese verzeichneten die Bücher in der Reihenfolge ihrer sachlichen, nach Wissenschaften geordneten Aufstellung. Im 18. Jahrhundert setzte sich der systematische Katalog weiterhin durch. Ein bedeutendes Beispiel dieser Zeit ist der 1738 begonnene Realkatalog der SUB Göttingen. Weitere wichtige Kataloge sind der 1870 begonnene Alte Realkatalog der Bayerischen Staatsbibliothek und der zwischen 1841 und 1881 entstandene Alte Realkatalog (ARK) der Staatsbibliothek zu Berlin.
Der Zusatz Alt ist eine nachträgliche Benennung und stellt nicht den ursprünglichen Namen dar. Er bedeutet heute, dass es sich um einen historischen Katalog handelt, der sich auf Bestände mit älterem Erscheinungsjahr bezieht, meist vor 1945.
Die Kataloge bilden den jeweiligen Stand des Wissens sowie politischer und sozialer Gegebenheiten der Entstehungszeit ab.